# Birka Line
Birka Line es una compañía naviera finlandesa creada en las Islas Åland. Se concentra en cruceros a través del mar Báltico con la ciudad de Estocolmo como punto de partida. Birka Line tiene una subsidiaria llamada Birka Cargo, que se dedica a transportar mercancías por medio marítimo.
Birka Line fue fundada en 1971, compraron el barco M/S Prinsessen de la DFDS y lo rebautizaron como Prinsessan. El 21 de noviembre del mismo año, el barco realizó su primer viaje entre Estocolmo y Mariehamn. En 1972, el barco hermano del Prinsessan, el M/S Olav fue comprado y rebautizado como Baronessan. Durante los siguientes años Birka Line ha adquirido otros pocos barcos y tiene ferries que transportan pasajeros y autos en la ruta Estocolmo-Helsinki.
En abril de 1986 el barco M/S Birka Princess fue entregado del astillero de Valmet. Como un intento de demostrar su enfoque en los cruceros, la empresa comenzó a llamarse a sí misma Cruceros Birka. Birka Princess fue el barco emblema de la compañía por los siguientes 18 años. Este título se le concedió al Birka Paradise en 2004. Birka Paradise fue entregado en el tiempo en que había una gran competencia en el mercado de los cruceros y los ferries en el norte del Báltico. A causa de problemas financieros y a la escasez de pasajeros, el Birka Princess fue vendido a Louis Cruise Lines a comienzos de 2006, y en abril de 2007 se hundió frente a las costas de la isla de Santorini, en el sur de Grecia.